# Thomas Barker
Thomas Barker, född 1769 och död 1847, var en brittisk konstnär. Far till konstnären Thomas Jones Barker.
Barker studerade i Rom 1790-93. Han utförde historiska kompositioner, romantiska landskap och scener ur folklivet.